# Martin a kocour Kolumbus
Martin a kocour Kolumbus (orig. švédsky Lille Rikard och hans katt, německy Peter und sein Kätzchen) je dětský komiksový příběh vytvořený švédským kreslířem Rune Andréassonem mezi lety 1951–1972 pro časopis Aftonbladet. 
Popisuje příhody malého chlapce jménem Martin a jeho přítele kocoura Kolumba. 
V roce 1940 nakresil Andréasson ilustrace k anglické legendě o Dicku Whittingtonovi, která ho k budoucímu seriálu inspirovala. Andréasson svoje dílo nabízel ve čtyřicátých letech několika novinám, byl však vždy odmítnut. Poprvé tak příhody Martina a kocoura Kolumba vyšly prosinci 1951 v nedělním vydání švédských novin Aftonbladet. Vycházely zde až do roku 1972 a za více než 20 let vyšlo asi 1082 částí tohoto seriálu. 
V roce 1957 vycházel seriál v norštině v časopise Alle Barns Blad, v Německu v komiksovém časopise Kasperle und andere Abenteuer (v letech 1958-1960) a Kasperle und seine Freunde (v roce 1960). Ve Švédsku některé části znovu vyšly v roce 1973 v nakladatelství Williams förlags AB. Od roku 2005 je seriál reprízován v časopisu Bamses äventyr. Celkem 1022 originálních dílů seriálu je dnes uloženo ve Švédském národním muzeu.[zdroj?]

## Seriál v Československu
V Československu vycházel na pokračování v časopise Květy v letech 1970–1980 (od čísla 49/1970 od čísla 41/1980), některé části vyšly opětovně v letech 1982–1989. Celkem zde bylo vydáno 514 částí. Seriál byl v bývalém Československu značně populární mimo jiné i díky velkému nákladu časopisu. 

V roce 2008 byl založen fanklub tohoto seriálu, kde v letech 2008–2010 vyšly všechny díly z časopisu Květy i některé další části. 